# Emilian Metu
Emilian Metu (Wiener Neustadt, Austria, 18 de abril de 2003) es un futbolista austriaco que juega de delantero en el SK Austria Klagenfurt de la Bundesliga austríaca, cedido por el Bayern de Múnich II de la Regionalliga Bayern.

## Trayectoria
Pasó su carrera juvenil en el equipo local Haidbrunn-Wacker Wiener Neustadt y en el AKA St. Pölten. En septiembre de 2020, el SKN St. Pölten de la Bundesliga austriaca anunció su fichaje con un contrato de dos años con opción de prórroga por un año más. Inicialmente jugó en el equipo de reserva del club en la 1. Niederösterreichische Landesliga - cuarto nivel del sistema de la liga de fútbol austriaca. Debutó como profesional el 10 de febrero de 2021 en una derrota por 1-3 contra el LASK. Esto le convirtió en el segundo jugador más joven de la Bundesliga en la historia del club, sólo por detrás de Markus Siedl.
El 2 de marzo de 2021, el Bayern de Múnich anunció que había firmado un contrato con el club hasta junio de 2025. En principio, está previsto que forme parte del equipo de reserva y se incorporará al club de cara a la temporada 2021-2022. En la temporada 2022-23 es cedido al Austria Klagenfurt.

## Selección nacional
Es un actual internacional juvenil austriaco.

## Estadísticas

### Clubes
Actualizado al último partido disputado el 19 de noviembre de 2022.
| Club                               | Div.          | Temporada     | Liga  | Liga  | Copas nacionales | Copas nacionales | Copas internacionales(1) | Copas internacionales(1) | Total | Total |
| Club                               | Div.          | Temporada     | Part. | Goles | Part.            | Goles            | Part.                    | Goles                    | Part. | Goles |
| ---------------------------------- | ------------- | ------------- | ----- | ----- | ---------------- | ---------------- | ------------------------ | ------------------------ | ----- | ----- |
| SKN St. Pölten · Austria           | 1.ª           | 2020-21       | 3     | 0     | 0                | 0                | ―                        | ―                        | 3     | 0     |
| SKN St. Pölten · Austria           | Total club    | Total club    | 3     | 0     | 0                | 0                | 0                        | 0                        | 3     | 0     |
| Bayern de Múnich II · Alemania     | 4.ª           | 2021-22       | 28    | 4     | ―                | ―                | 1                        | 0                        | 29    | 4     |
| Bayern de Múnich II · Alemania     | 4.ª           | 2022-23       | 6     | 1     | ―                | ―                | ―                        | ―                        | 6     | 1     |
| Bayern de Múnich II · Alemania     | Total club    | Total club    | 34    | 5     | 0                | 0                | 1                        | 0                        | 35    | 5     |
| SK Austria Klagenfurt II · Austria | 4.ª           | 2022-23       | 8     | 0     | 0                | 0                | ―                        | ―                        | 8     | 0     |
| SK Austria Klagenfurt II · Austria | Total club    | Total club    | 8     | 0     | 0                | 0                | 0                        | 0                        | 8     | 0     |
| SK Austria Klagenfurt · Austria    | 1.ª           | 2022-23       | 1     | 0     | 0                | 0                | ―                        | ―                        | 1     | 0     |
| SK Austria Klagenfurt · Austria    | Total club    | Total club    | 1     | 0     | 0                | 0                | 0                        | 0                        | 1     | 0     |
| Total carrera                      | Total carrera | Total carrera | 46    | 5     | 0                | 0                | 1                        | 0                        | 47    | 5     |